# Вердон, Гвен
Гви́нет Э́велин «Гвен» Вердо́н (англ. Gwenyth Evelyn "Gwen" Verdon, 13 января 1925, Калвер-Сити, Калифорния, США — 18 октября 2000, Вудсток, Вермонт, США) — американская актриса и танцовщица, одна из самых ярких звёзд «золотой эры» Бродвея. За свою карьеру, длившуюся более 60 лет, Вердон четырежды становилась обладательницей престижной театральной премии «Тони». С 1960 года была замужем за популярным американским хореографом и режиссёром Бобом Фоссом, для которого все годы их брака была не только супругой, но и компаньоном и музой, а после его смерти оставалась верной хранительницей его наследия. Среди её киноработ наиболее запоминающимися стали её последние роли в фильмах «Кокон» (1985), «Кокон: Возвращение» (1988), «Элис» (1990) и «Комната Марвина» (1996).

## Роли

### В кино
- 1951 — Ривьера / англ. On the Riviera
- 1951 — Царь Давид и Батшеба / англ. David and Bathsheba
- 1951 — Встреть меня после выступления / англ. Meet Me After the Show
- 1952 — Лодка мечты / Dreamboat
- 1953 — Фермер выбирает жену / The Farmer Takes a Wife
- 1955 — Джентльмены женятся на брюнетках / Gentlemen Marry Brunettes (сцена была вырезана, но в начале 60-х отснята заново и включена в не-музыкальную версию фильма)
- 1958 — Чёртовы янки / Damn Yankees
- 1978 — Оркестр клуба одиноких сердец сержанта Пеппера / Sgt. Pepper’s Lonely 
Hearts Club Band (камео)
- 1982 — Калейдоскоп ужасов / Creepshow (озвучивание)
- 1983 — Ноги / Legs (ТВ)
- 1984 — Клуб «Коттон» / The Cotton Club
- 1985 — Кокон / Cocoon
- 1987 — Надин / Nadine
- 1988 — Кокон: Возвращение / Cocoon: The Return
- 1990 — Элис / Alice
- 1996 — Комната Марвина / Marvin’s Room

### На сцене
- 1950 — Жив-здоров[англ.] / Alive and Kicking
- 1953 — Канкан[англ.] / Can-Can
- 1955 — Чёртовы янки / Damn Yankees
- 1957 — Новенькая в городе[англ.] / New Girl in Town
- 1959 — Рыжая / Redhead
- 1966 — Милая Чарити / Sweet Charity
- 1975 — Чикаго / Chicago

## Награды
- Тони (1954) — «Лучшая популярная актриса в мюзикле» («Кан-кан»)
- Тони (1956) — «Лучшая актриса в мюзикле» («Проклятые янки»)
- Тони (1958) — «Лучшая актриса в мюзикле» («Новая девушка в городе»)
- Тони (1959) — «Лучшая актриса в мюзикле» («Рыжеволосая»)